# Яковлев, Георгий Фёдорович
Георгий Фёдорович Яковлев  (7 ноября 1919 года, Евпатория, Крымская область — 1 февраля 1999 года, Москва) — советский и российский геолог, заслуженный деятель науки РСФСР (1980), лауреат Ленинской премии (1963), доктор геолого-минералогических наук (1961), профессор кафедры геологии и геохимии полезных ископаемых геологического факультета МГУ (1964).

## Биография
Георгий Фёдорович родился в семье служащих 7 ноября 1919 года в Евпатории.
В 1937 году окончил среднюю школу в Евпатории и в том же году поступил в Московский геологоразведочный институт им. С. Орджоникидзе. В конце 1941 года Георгий Фёдорович был призван в ряды Красной Армии. В 1943 году после тяжелого ранения был демобилизован. Георгий Фёдорович Яковлев вернулся к занятиям в Московский геологоразведочный институт им. С. Орджоникидзе, который окончил в 1945 году и поступил в аспирантуру.
В 1945—1946 годах Георгий Фёдорович работал начальником партии в Киргизском геологическом управлении.
В 1946—1948 годах — старший геолог партии треста Средцветметразведка, сначала на Чаувайском ртутном рудном поле, а затем на Терекско-Касанском сурьмяном рудном поле.
В 1949 году после окончания аспирантуры и защиты кандидатской диссертации на тему «Геологическая структура Терекско-Касанского рудного поля (Средняя Азия)» Яковлев работал во Всесоюзном аэрогеологическом тресте.
С 1949 года работал начальником партии, затем старшим геологом группы партий Рудно-Алтайской экспедиции Всесоюзного аэрогеологического треста. Георгий Фёдорович Яковлев занимался изучением геологии колчеданно-полиметаллических месторождений нескольких районов Рудного Алтая (Шемонаихинского, Верхубинского, Лениногорского).
К этому периоду относится начало разработки Г. Ф. Яковлевым основных вопросов рудоносности этого региона.
В 1955 году Яковлев Г. Ф. зачислен старшим научным сотрудником на кафедру полезных ископаемых геологического факультета МГУ. Георгий Фёдорович в 1961 году защитил докторскую диссертацию на тему «Тектонические структуры Рудного Алтая, история их развития и значение в размещении полиметаллических месторождений» и был переведён на должность профессора той же кафедры.
Яковлев Г. Ф. многие годы читал лекции по курсу рудных месторождений. Георгий Фёдорович читал лекции и вёл практические занятия по курсу «Структуры рудных полей», по которому им опубликован учебник (1982). Читал лекции в Варшавском, Белградском университетах и в Краковской горной академии.
В Московском университете Георгий Фёдорович читал курсы лекций «Рудные месторождения», «Структуры рудных полей». Под его руководством защищено 27 кандидатских диссертаций и 5 докторских: Н. И. Еремин, В. В. Авдонин, Г. В. Ручкин, В. И. Старостин.
Г. Ф. Яковлевым было опубликовано более 200 научных работ, в том числе 10 книг.
Умер Георгий Фёдорович Яковлев 1 февраля 1999 года в Москве.

## Область научных интересов
- Исследование рудных полезных ископаемых
- Проблемы закономерностей образования и размещения месторождений руд цветных металлов Урала, Алтая, Кавказа.

## Основные труды
- Основные принципы и методика составления прогнозо-металлогенических карт рудных районов в палеовулканических областях (соавт., 1973)
- Вулканогенные колчедано-полиметаллические месторождения. На примере Рудного Алтая (соавт., 1978)
- Вулканогенные структуры месторождений полезных ископаемых (1984)
- Палеовулканологический анализ колчеданоносных провинций. На примере Рудного Алтая (соавт., 1984)
- Учебник «Геологические структуры рудных полей и месторождений» (1982).

## Награды и звания
- Орден Отечественной войны II степени (1985)
- Медаль «За победу над Германией в Великой Отечественной войне 1941—1945 гг.» (1946)
- Медаль «50 лет Вооруженных сил СССР» (1969)
- Медаль «За доблестный труд» (1970)
- Медаль «Ветеран труда» (1983)
- Участник Великой Отечественной войны
- Профессор кафедры полезных ископаемых/геологии и геохимии полезных ископаемых геологического факультета МГУ (c 1964)
- Лауреат Ленинской премии за открытие свинцово-цинкового Тишинского месторождения (1963)
- Заслуженный деятель науки РСФСР (1980)
- Заслуженный профессор Московского университета (1996)[2]

## Членство в организациях
- Председатель Учёного совета по защите кандидатских диссертаций
- Член Учёного совета по защите докторских диссертаций при геологическом факультете МГУ
- Член секции структурных условий рудообразования Научного совета по рудообразованию АН СССР (1973)
- Член Экспертного совета ВАК СССР (1966)
- Член Президиума и зам. председателя секции Научно-методического совета по высшему образованию Минвуза СССР (1962—1987)